# Galgaguta
Galgaguta è un comune dell'Ungheria di 723 abitanti (dati 2001). È situato nella contea di Nógrád.